# Glacera del Finsteraar
La Glacera del Finsteraar (« Finsteraargletscher » en alemany) és una glacera dels Alps Bernesos a Suïssa.

## Geografia
Neix a 3.286 metres d'altitud sobre el vessant sud-est del Finsteraarjoch, a continuació flueix cap a la vall de l'Unteraar. Rep la glacera Strahleg pel el seu marge esquerre. A continuació s'uneix amb la Glacera del Lauteraar i dona naixement a la glacera de l'Unteraar.